# Iodopleura fusca
Iodopleura fusca là một loài chim trong họ Tityridae.